# Metakommunikation
Metakommunikation forekommer indenfor analyse af mange former for kommunikation. Ordet betegner det forhold at en tekstkilde kommunikerer om sig selv. Når dette sker, kan man sige at kommunikationen afkoder, eller dekonstruerer sig selv. Metakommunikation forekommer også i film, hvis fx instruktøren eller en skuespiller henvender sig direkte til publikum for at kommentere filmens handling. I dette tilfælde er der tale om en metafilm. I en samtale kan metakommunikation forekomme, hvis man eksempelvis siger "...det, jeg siger nu, skal du ikke tage bogstaveligt...". I denne sammenhæng kommunikerer man således om sin egen kommunikation – i dette tilfælde for at lede forståelsen i en bestemt retning. 
I genrer, som er kendetegnet ved at indeholde megen selvrefleksion – fx akademiske artikler og foredrag – kan man sige, at teksten eller taleren bruger metakommunikationen som en art refleksion over sine egne påstande og argumenter. Men metakommunikationen kan også bruges som et strukturgivende element i kommunikationen, hvad enten der er tale om skriftlig eller mundtlig kommunikation. Hvis man fx skriver "...i næste afsnit vil jeg se nærmere på..." kommunikerer teksten om sig selv for at fortælle læsere, hvad vedkommende kan forvente, hvorved der fremkommer en narrativ struktur i teksten gennem metakommunikationen.
Begrebet indgår som en del af lingvisten og semiotikeren Roman Jakobsons analysemodel, som kan bruges til analyse af forskellige former for kommuniaktion.